# Gare de Saint-Georges-de-Reneins
Gare de Saint-Georges-de-Reneins vasútállomás Franciaországban, Saint-Georges-de-Reneins településen.

## Vasútvonalak
Az állomást az alábbi vasútvonalak érintik:
- Párizs–Marseille-vasútvonal

## Kapcsolódó állomások
A vasútállomáshoz az alábbi állomások vannak a legközelebb:
- Gare de Belleville-sur-Saône
- Gare de Villefranche-sur-Saône